# Olšina (Železné hory)
Olšina je vrchol v České republice ležící v Železných horách. Je vysoký 559 metrů nad mořem.

## Geomorfologické zařazení
Vrch Olšina náleží do geomorfologické oblasti Českomoravská vrchovina, celku Železné hory, podcelku Sečská vrchovina a okrsku Nasavrcká vrchovina.

## Poloha
Olšina se nachází asi dva kilometry jižně od města Seče na pravém břehu stejnojmenné vodní nádrže. Z pohledu od nádrže se jedná o výrazně vystupující vrch s prudkými svahy. Severozápadně od vrcholu se nachází k hladině mírněji klesající hřeben, který s protějším vrchem Bučina vytváří úzké hrdlo. Na východní straně je naopak od sousedních bezejmenných vrcholů oddělen velmi mělkým sedlem.

## Vodstvo
Vrch spadá do povodí Chrudimky, která jeho západní stranu ve formě vodní nádrže obtéká. Zajímavostí je, že pod svahem Olšiny se nachází tzv. náčepní loket, ve kterém došlo k tzv. pirátství vodních toků. Řeka Chrudimka zde dříve neměnila směr, tekla dále k severozápadu a nakonec byla pravým přítokem Doubravy. Její tok ale byl stržen jiným vodním tokem, jehož pramen proerodoval až k původnímu toku Chrudimky a odvedl jej do dnešního řečiště směřujícímu na východ ke Slatiňanům.

## Vegetace a zástavba
Vrch se nachází na území CHKO Železné hory. Kromě jižního svahu, kam zasahuje zástavba vesnice Ústupky, je celý vrch souvisle zalesněn. Podhorské suťové lesy, reliktní bory a acidofilní bikové bučiny jsou chráněny v rámci přírodní rezervace Oheb zahrnující i severní svah Olšiny. V prostoru vrcholu se žádné stavby nenacházejí.

## Přístup k vrcholu
Východně v nevelké vzdálenosti od vrcholu je vedena po lesní cestě modře značená trasa KČT 1915 spojující Ústupky s hradem Oheb. Z ní v sedle odbočuje neznačená pěšina vedoucí západním směrem přímo na vrchol.